# District de Qinnan
Le district de Qinnan (钦南区 ; pinyin : Qīnnán Qū) est une subdivision administrative de la région autonome du Guangxi en Chine. Il est placé sous la juridiction de la ville-préfecture de Qinzhou.La population du district était de 613 000 habitants en 2010.